# Lasioglossum punctatum
Lasioglossum punctatum is een vliesvleugelig insect uit de familie Halictidae. De wetenschappelijke naam van de soort is voor het eerst geldig gepubliceerd in 1858 door Smith.